# UBC人類学博物館

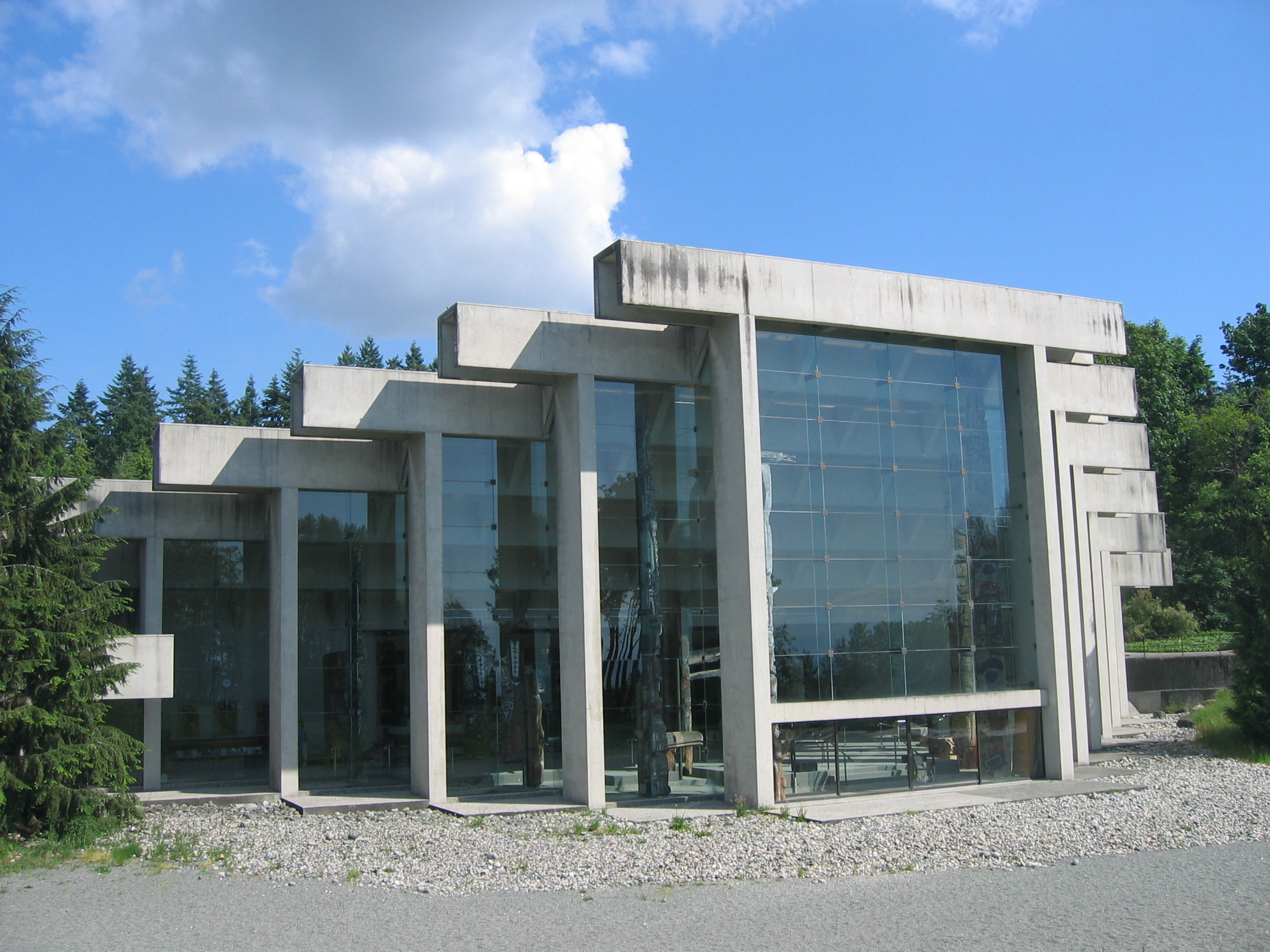
UBC人類学博物館

UBC人類学博物館（UBC Museum of Anthropology）は、カナダのバンクーバーにある博物館。ブリティッシュコロンビア大学のキャンパス内の北側の高台にある。建物はアーサー・エリクソンにより設計されている。略称MOA。
インディアンによるトーテムポール作品のほか、ヨーロッパの陶磁器のギャラリーなどがある。